# مديرية حيس

تعديل مصدري - تعديل

مديرية حيس ومركزها الإداري مدينة حيس وهي إحدى مديريات محافظة الحديدة في غرب اليمن. بلغ عدد سكانها 45436 نسمة عام 2004. تقع في جنوب المحافظة على حدود محافظة تعز.